# 상하이문두 EC (호라이마주)
상하이문두 이스포르치 클루비(포르투갈어: São Raimundo Esporte Clube) 또는 상하이문두는 브라질 호라이마주 보아비스타를 연고로 하는 축구 클럽이다. 연고지 호라이마 주의 약어를 따 상하이문두-RR이라고도 표기된다. 1963년 1월 3일 창단하였으며, 호라이마 주리그에서 8회 우승을 기록하며 세번째로 많은 우승을 차지하였다.

## 수상
- 캄페오나투 호라이멘시
  - 우승 (8) : 1977, 1992, 2004, 2005, 2012, 2014, 2016, 2017